# Nicole Van Overstraeten
Nicole Van Overstraeten (Halle, 30 juni 1946 - aldaar, 11 november 2023) was een Vlaamse dichteres. Naast poëzie schreef ze korte verhalen en recensies. Ze was ook voordrachtkunstenares en organiseerde literaire manifestaties en theaterworkshops.

## Levensloop
Nicole Van Overstraeten was onder andere lerares Nederlands aan het Koninklijk Atheneum Halle. Ze schreef oorspronkelijk hoorspelen voor de BRT-Schoolradio. Daarna volgden bijdragen aan diverse literaire tijdschriften, waaronder Enklave, Gierik-NWT, Appel, Vuursteen en Switch. Van 1991 tot 1995 was ze hoofdredactrice van het literaire tijdschrift Kiezel dat ze mee oprichtte.
Zij vertaalde gedichten en teksten en werkte mee aan allerlei activiteiten rond poëzie.
Nicole Van Overstraeten was lid van de Vereniging van Vlaamse Letterkundigen (VVL) en enkele jaren secretaris van deze vereniging.

## Werk
Het gedicht ‘Roses tremières’ uit haar dichtbundel De tuinen van Thevenet werd opgenomen in bloemlezing De Nederlandse van de twintigste en de eenentwintigste eeuw in 1000 en enige gedichten (2016) van Ilja Leonard Pfeijffer.
Nicole Van Overstraeten was betrokken als samensteller bij de bundel Het was de achtste dag: gedichten bij de Verklaring van 30 november (2022) in samenwerking met Hans Claus en Ann Van Dessel. Van 2018 tot 2023 was ze actief lid van de beweging Mondiaal Halle in haar woonplaats Halle.
Net voor haar dood werkte ze een poëziebundel af ten voordele van Gaza, Haiku’s voor Gaza.
Zij schreef de volgende gedichtenbundels:
- De dagen van de winter (1989)
- Jagen (1997)
- Sapkracht (1999)
- De tuinen van Thevenet (2012)
- Haiku's voor Gaza (2023)